# آگنیشکا وسینسکا
آگنیشکا وُسینسکا (لهستانی: Agnieszka Wosińska؛ زادهٔ ۱۲ سپتامبر ۱۹۸۶) بازیگر اهل لهستان است.
از فیلم‌ها یا مجموعه‌های تلویزیونی که وی در آن‌ها نقش داشته‌است، می‌توان به عناصر ساشا – آتش، یک‌راست به دل، این دختران من، گوش آقای رئیس، یخ‌ژاله، یک خانواده لهستانی،‌ طایفه، در خوشی و سختی، کارآگاهان جنایی، ماگدا ام.، رنگ‌های خوشبختی، دهن‌به‌دهن، پدر متیو، هتل ۵۲، قانون حقیقی، دوران افتخار، دختران جنگ و تشخیص اشاره نمود.